# 小行星22519
小行星22519（22519 Gerardklein）是一颗绕太阳运转的小行星，为主小行星带小行星。该小行星于1998年3月发现。

## 轨道参数
小行星22519的轨道半长轴为351 239 437 km（2.3478572 UA），离心率为0.117。